# Johann Karl Martin Mauerer
Johann Karl Martin Mauerer (* 1. Januar 1783 in Sulzbürg; † 14. August 1828 in Kreuth) war von 1818 bis 1828 Erster Rechtskundiger Bürgermeister von Regensburg.

## Leben und Situation in Regensburg
Der Jurist war Landgerichtsassessor zu Stadtamhof. Nachdem Regensburg durch das bayerische Gemeindeedikt vom 17. Mai 1818 die Selbstverwaltung in städtischen Angelegenheiten zurückerhalten hatte, wurde Johann Karl Martin Mauerer im September 1818 zum Ersten Rechtskundigen Bürgermeister der Stadt Regensburg gewählt. Während seiner gesamten Amtszeit war der katholische Bürgermeister Mauerer mit den in Regensburg vorliegenden ganz besonderen konfessionellen Verhältnissen konfrontiert. Nach drei Jahrhunderten als protestantische Reichsstadt und nach den Jahren als Fürstentum unter dem katholischen Fürstbischof Karl Theodor von Dalberg gab es in der Stadt nach ihrer Eingliederung in das katholisch geprägte Königreich Bayern im Mai 1810 zwar einen hohen katholischen Bevölkerungsanteil, jedoch war die bürgerliche Oberschicht stark protestantisch geprägt. Das in Kraft getretene Gemeindeedikt ermöglichte es, diesen Zustand beizubehalten, obwohl laut Verfassung paritätische Verhältnisse vorgesehen waren.
Nach 10 Jahren als Bürgermeister starb Mauerer am 14. August 1828 im Alter von 45 Jahren.
Mauerer verfasste Gedichte, von denen einige posthum veröffentlicht wurden. Er gehörte zum einflussreichen, katholisch geprägten Regensburger Romantikerkreis um Johann Michael Sailer.

## Politische Verhältnisse in Regensburg während der Amtszeit von Bürgermeister Mauerer
Nach dem im Gemeindeedikt vorgesehenen Wahlrecht hatte die katholische Bevölkerung, der nach der neuen bayerischen Verfassung Parität zukam, kaum Chancen, eine angemessene Berücksichtigung bei der Wahl und Besetzung von städtischen Selbstverwaltungsorganen und Ämtern zu erhalten. Das Wahlrecht war an das Bürgerrecht gekoppelt und das Bürgerrecht wurde nur verliehen an Grundbesitzer und selbständige Gewerbetreibende. Nur Inhaber des Bürgerrechts waren aktiv wahlberechtigt bei der Wahl der Gemeindebevollmächtigten und nur das höchstbesteuerte Drittel der Inhaber des Bürgerrechts besaß das aktive Wahlrecht zum Magistrat und das passive Wahlrecht zu beiden Gremien. Das Bürgerrecht war bei der mit einem 2/3-Anteil zahlenmäßig überwiegenden und weiterhin anwachsenden katholischen Bevölkerung das zentrale Problem der damaligen Kommunalpolitik in Regensburg. Die soziale Lage der katholischen Bevölkerung verschärfte die Lage, denn während die evangelischen Einwohner der wohlhabenden Schicht angehörten, gehörten die katholischen Einwohner überwiegend den mittleren und unteren unselbständigen Erwerbsschichten an.
Während der gesamten Amtszeit von Bürgermeister Maurer blieb die katholische Bevölkerung deutlich unterrepräsentiert bei den Bürgerrechtsinhabern und erst recht bei den von ihnen gewählten Bevollmächtigten und Amtsträgern. Noch 5 Jahre nach dem Ende der Amtszeit von Maurer hatten 1833 in Regensburg bei insgesamt ca. 19.000 Einwohnern nur 511 Katholiken das Bürgerrecht gegenüber 993 Protestanten. Bei den besonders privilegierten höchstbesteuerten Inhabern des Bürgerrechts waren die Unterschiede noch deutlicher, denn die Leiter der industriellen Unternehmen und die einflussreichen Großhändler waren nahezu ausschließlich Protestanten. Umgekehrt waren die Verhältnisse bei der Armenfürsorge, wo im Jahr 1846 von insgesamt 302 Personen 246 katholisch und nur 56 evangelisch waren.
Die nicht paritätische Vertretung der Katholiken in den Gemeindegremien belastete die politische Arbeit in der Amtszeit von Bürgermeister Mauerer und seinem Nachfolger Sigmund Maria von Eggelkraut erheblich. Die Katholiken fühlten sich dauerhaft benachteiligt bei Gewerbegründung und Grunderwerb, bei Polizeiverfügungen und Bestrafungen. Die Kreisregierung berichtete nach München, dass die „Spannungen zwischen den protestantischen und katholischen Gemeindemitgliedern einen sehr hohen Grad erreicht hat und bedeutende Erbitterungen gegeneinander obwalten“.
Die gespannte Lage erschwerte besonders die Lösung der Frage, wie die vielen konfessionell geprägten wohltätigen Stiftungen verwaltet werden sollten. Neben der unstrittig katholischen Krankenhausstiftung, die lange Zeit das einzige Krankenhaus in der Stadt betrieb und der unstrittig protestantischen Alumneuumstiftung, die die Unterkunft der Schüler des Gymnasium poeticum organisierte, gab es neben der paritätischen St. Katharinenspital-Stiftung die Wohltätigkeits- und Schulstiftungen, die teilweise bis ins Mittelalter zurückreichten. Von ihnen waren 28 Stiftungen paritätisch, 30 Stiftungen katholisch und 8 Stiftungen protestantisch, wobei die Evangelische Wohltätigkeitsstiftung mit ihren Teilstiftungen als eine Stiftung gerechnet ist.
Bei dieser Stiftung war die Frage der Stiftungsaufsicht besonders umstritten. Der größere Teil der Einzelstiftungen war bereits vor der Einführung der Reformation 1542 der städtischen Verwaltung übertragen worden und damit eine kommunale, allein der Stadtverwaltung unterstehende bürgerlich Einrichtung. Nachdem Regensburg schon in der Dalbergzeit und in der bayerischen Verfassung paritätisch gestaltet worden war, hätten Erträge dieser Stiftungen auch den Katholiken zugutekommen müssen. Das aber war schon in der Vergangenheit nur vereinzelt geschehen und das setzte sich auch unter Bürgermeister Mauerer weiterhin fort, da die Katholiken nicht paritätisch in den Gemeindegremien vertreten waren. Deshalb wurde eine Verwendung der Gelder auch für arme Katholiken gefordert oder eine Kompensation durch Auszahlung eines Stiftunganteils unter ausschließlich katholischer Verwaltung und Verwendung nur für Katholiken. Der Streit wurde auf Weisung des Königs erst nach langen Verhandlungen unter Führung des Kreisdirektors Ignaz von Rudhart im Juli 1833 entschieden. An die Katholiken wurde ein Anteil in Höhe 95.400 Gulden ausgezahlt zum Betrieb eines katholischen Altersheims (Gelbes Haus) am Herrenplatz / Weitholdstraße (1893 durch Zustiftungen erweitert zum heutigen Bürgerstift St. Michael).